# Jenkins (Kentucky)
Jenkins – miasto w Stanach Zjednoczonych, w stanie Kentucky, w hrabstwie Letcher.